# Armando de Sales Oliveira
Armando de Sales Oliveira (São Paulo, 24 de dezembro de 1887 — São Paulo, 17 de maio de 1945) foi um engenheiro e político brasileiro, graduado pela Escola Politécnica de São Paulo, interventor federal em São Paulo entre 21 de agosto de 1933 a 11 de abril de 1935 e governador (eleito pela Assembleia Constituinte) de 11 de abril de 1935 a 29 de dezembro de 1936.

## Vida
Filho de Francisco de Sales Oliveira Júnior, engenheiro ligado à Companhia Mogiana de Estradas de Ferro e antigo Senador estadual de São Paulo, Armando realizou os primeiros estudos no Colégio Progresso Brasileiro, em São Paulo. Mais tarde, estudou no Ginásio do Estado. Em 1905, ingressou na Escola Politécnica de São Paulo, onde foi redator da Revista Acadêmica e presidente do Grêmio Politécnico.
Sales Oliveira apoiou a Revolução de 1930 juntamente com o jornal O Estado de S. Paulo, do qual era sócio.
Nomeado interventor federal pelo chefe do Governo Provisório Federal, Getúlio Vargas, em 16 de agosto de 1933 no Palácio do Catete; Armando de Sales Oliveira foi empossado em 21 de agosto, em São Paulo. Em sua administração, foi criada a Universidade de São Paulo, em 1934.
Em 1937, Sales Oliveira deixou o governo de São Paulo para ser candidato ao cargo de Presidente da República, nas eleições marcadas para janeiro de 1938, eleições estas que não ocorreram porque Getúlio Vargas deu um golpe de estado que implantou no Brasil o Estado Novo, em 10 de novembro de 1937. O Estado Novo tinha por modelo os regimes totalitários então em voga na Itália, Alemanha, Espanha, dentre outros países.
Em 1940 o jornal O Estado de S. Paulo foi confiscado. Sales permaneceu cerca de um ano em prisão domiciliar, exilando-se para a França em novembro de 1938, onde viveu até abril de 1939, quando se transferiu para os Estados Unidos. No exílio, divulgou seguidos manifestos contra a ditadura. Em 1943 mudou-se para a Argentina. Foi anistiado e retornou ao Brasil em abril de 1945, quando já se encontrava muito doente, mas ainda assim concordou em ser eleito para o Diretório Nacional da União Democrática Nacional (UDN). Morreu em 17 de maio de 1945.
O nome de Armando de Sales Oliveira está associado à criação da Universidade de São Paulo, em 1934, ato que seu cunhado Júlio de Mesquita Filho, diretor do jornal O Estado de S. Paulo, defendera por anos, assim como à fundação da Escola Livre de Sociologia e Política de São Paulo, em 1933.
A Cidade Universitária do campus da USP na capital paulista, o Centro Acadêmico (CAASO) dos campus da USP de São Carlos e o Estádio Armando de Salles Oliveira, receberam seu nome.